# その時わたしに何が起ったの?
「その時わたしに何が起ったの?」（そのときわたしになにがおこったの?）は、1969年10月25日に発売された和田アキ子の3枚目のシングル。

## 解説
- オリコンチャートでは最高52位を記録。『NHK紅白歌合戦』では披露されたことがない。
- 1970年にフジテレビ系列で放送されたバラエティ番組『祭りだ!ワッショイ!』のワンコーナー「おたのしみアニメ劇場（歌謡アニメ劇場）」において、和田アキ子の歌う「その時わたしに何が起ったの?」が使用された[1]。

## 収録曲
（全編曲：川口真）
1. その時わたしに何が起ったの? [3:04]
作詞：阿久悠／作曲：田口ふさえ
2. つれてって、何処までも [3:22]
作詞：大日方俊子／作曲：むつひろし

## カバー
- ギャランティーク和恵（自身のライブ『LIVE IN 茶会記 vol.3』2014年10月12日）[2]